# Mdamma

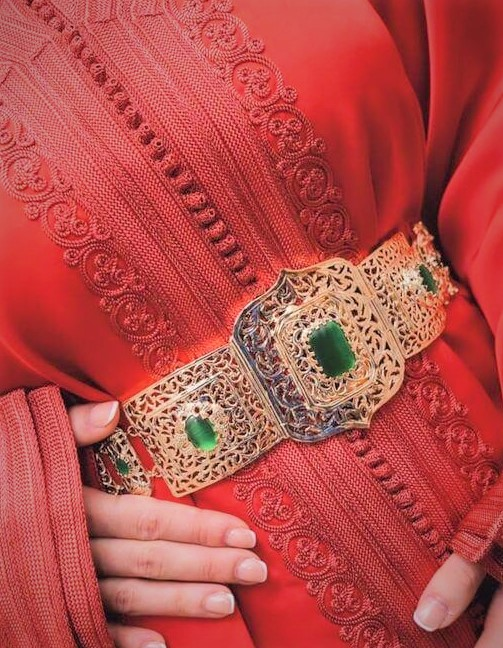
Mdemma avec caftan rouge.

La Mdamma, ou "Mdemma" déformation  de Damma (carreaux), est une ceinture portée au Maroc qui peut être faite soit en plaqué or, soit en argent, soit en or ciselée ou incrustée de pierres précieuses ou semi-précieuses. Il a été mentionné dans les livres d'histoire, et la référence la plus ancienne remonte au règne du souverain du Maroc, Abu Al-Hassan Al-Marini, lorsqu'il l'a offert au roi d'Égypte et du Levant en l'an 738 de l'hégire 
L'utilisation de la Mdamma fait partie des costumes traditionnels marocains. Les créations sont soigneusement adaptées au statut social de la personne. La Mdamma est un élément interne du patrimoine marocain, lui conférant une touche de beauté et de luxe. Il incarne à la fois l’identité, le patrimoine et la sophistication, ce qui lui confère de grandes valeurs dans le monde de la mode.

## Dessins et décoration
Les conceptions et le développement de la Mdemma marocaine varient considérablement. Il peut être composé de plusieurs produits tels que la soie, la laine et les métaux précieux comme l'or et l'argent. La ceinture est ornée de broderies délicates et de fils colorés, et enfin du plus bel or, car les artisans marocains expriment leur savoir-faire et leur créativité à travers la formation de fleurs, de formes géométriques et de gravures traditionnelles.
La particularité est qu’il ne s’agit pas simplement d’un vêtement, mais qu’il porte plutôt de profondes significations culturelles. Il exprime l'héritage de la société marocaine et reflète la culture des goûts et de la mode à travers les époques. Bien que la Mdamma fasse partie de la robe marocaine et soit souvent associée à son attrait traditionnel, elle a vu apparaître de nouveaux modèles et matériaux. 

## Mdamma comme épargne
La mdamma en or est depuis longtemps un symbole de richesse et de pouvoir, mais au Maroc, son rôle va au-delà de la simple parure. Dans un pays où tradition cohabite avec modernité, l’or joue un rôle essentiel dans la vie économique et culturelle. Ce bijou, souvent transmis de génération en génération, est non seulement un élément du patrimoine marocain, il est également une composante importante de l'économie d’un foyer.

### Un symbole de la stabilité économique de la famille
Épais et délicatement décoré, la mdamma dorée est bien plus qu'un simple bijou au Maroc. Elles incarnent un profond héritage culturel, représentant la prospérité, la sécurité financière et souvent l’amour familial. Lors des mariages, par exemple, l'offrande d'une mdamma dorée est une tradition respectée, symbolisant non seulement l'engagement du couple, mais aussi la stabilité économique de la nouvelle famille. Ces bracelets deviennent des trésors familiaux préservés et transmis de génération en génération.

### Des économies précieuses
Outre sa valeur sentimentale, la mdamma jouait un rôle crucial dans l’économie des familles marocaines. À une époque où les services financiers modernes n’étaient pas accessibles à tous, posséder de l’or était considéré comme une forme d’épargne tangible et fiable. Contrairement à la monnaie, qui peut connaître l’inflation, l’or conserve sa valeur au fil du temps. De nombreuses familles marocaines considèrent les bijoux en or, notamment les bagues en or, comme une forme de sécurité financière. En cas de besoin, ces lots peuvent être vendus ou hypothéqués, offrant ainsi un filet de sécurité en période de crise économique. 